# La Tempête
La Tempête – album koncertowy Józefa Skrzeka i zarazem trzydziesta płyta w jego solowej dyskografii, wydana w 2007 roku przez wydawnictwa e-silesia.info. (ESCD 001). Reedycja ukazała się 26 stycznia 2024 roku nakładem Gad Records (GAD CD 285).

## Historia
Album nagrano na żywo podczas specjalnego koncertu, który odbył się 20 stycznia 2007 roku w Planetarium Śląskim w Chorzowie, podczas którego Józef Skrzek powrócił do analogowych brzmień i po ponad dwudziestu latach – sięgnął po polymooga, a także po minimooga, czy micromooga. 
Spójna stylistycznie opowieść o burzy stała się jednym z najważniejszych planetaryjnych spotkań śląskiego instrumentalisty z publicznością, zaś płyta z zapisem tego koncertu – jednym z najważniejszych pozycji w jego bogatym i zróżnicowanym dorobku artystycznym. 
Swoje ówczesne dzieło, muzyk nazwał mianem planetarnej suity o kosmicznych pejzażach na głos, syntezatory i burzę meteorów.

## Lista utworów
1. „Pejzaż I - Niebiańskie wołanie” (muz. Józef Skrzek) – 19:10
2. „Pejzaż II - Kosmiczny odlot” (muz. Józef Skrzek) – 13:19
3. „Pejzaż III - Gwiezdny anioł” (muz. Józef Skrzek) – 6:15
4. „Pejzaż IV - Księżycowe zawirowanie” (muz. Józef Skrzek) – 9:23
5. „Pejzaż V - Słoneczna fantazja” (muz. Józef Skrzek) – 10:34
6. „Pejzaż VI - Kryształowe deszcze” (muz. Józef Skrzek) – 17:28
7. „Pejzaż VII - Singer” (muz. Józef Skrzek – sł. Tom Winter)[5] – 2:46

## Wykonawcy
- Józef Skrzek – śpiew, minimoog, micromoog, polymoog, GEM WS 2[6]